# Thank you (SOPHIAの曲)
『Thank you』（サンキュー）は、日本のバンドSOPHIAの17枚目のシングルである。2001年11月21日発売。発売元はトイズファクトリー。

## 概要
- 売上枚数は10.0万枚で、10万枚を超えた最後のシングル。

## 収録曲
1. Thank you (6:18)
作詞・作曲：松岡充、編曲：SOPHIA
2. one (5:02)
作詞：松岡充、作曲：黒柳能生、編曲：SOPHIA
3. piece (3:21)
作詞：松岡充、作曲：都啓一、編曲：SOPHIA
4. Thank you (inst.) (6:18)

## 楽曲の収録アルバム
- ベスト『THE SHORT HAND〜SINGLES COLLECTION〜』（2001年）
- オリジナル『夢』（2003年）
- ベスト『10th ANNIVERSARY BEST』（2005年）

## タイアップ
- Thank you：NTV系『AX MUSIC FACTORY』AX RECOMMEND 3